# 기마가세촌
기마가세촌(木間ヶ瀬村)은 지바현 북서부 히가시카쓰시카군에 속했던 촌이다. 

## 역사
- 1889년 4월 1일 - 정촌제 시행에 의해 히가시카쓰시카군 기마가세촌이 성립하였다.
- 1955년 7월 20일 - 히가시카쓰시카군 세키야도정, 후타카와촌과 합병해, 세키야도정이 신설되었다.